# Јири Мартинен
Јири Мартинен (фин. Jyri Marttinen; 1. септембар 1982, Јивескиле, Финска) професионални је фински хокејаш на леду који игра на позицији одбрамбеног играча.
Тренутно игра за финску екипу ХК Есет (од сезоне 2011/12) из Порија, у Хокејашкој лиги Финске.
Са сениорском репрезентацијом Финске освојио је сребрну медаљу на Светском првенству 2014. у Минску.

## Каријера
Мартинен је играчку каријеру започео у екипи ЈИП-а из свог родног града Јивескиле, екипи у којој је прво играо у млађим селекцијама, а прве наступе у првом тиму одиграо је у другом делу сезоне 2000/01. када је одиграо укупно 8 утакмица (уз један погодак). Већ од наредне сезоне постаје стандардним првотимцем екипе из Јивескиле, у којој остаје и наредних 6 сезона.
У међувремену је на улазном драфту НХЛ лиге 2002. изабран као 238. пик од стране екипе Калгари Флејмса, али никада није заиграо у НХЛ лиги.
Након три одигране сезоне у Шведској лиги, током којих је играо за екипе Тимроа, Малмеа и Шелефтеа, враћа се у Финску, и у лето 2010. потписује двогодишњи уговор са екипом Пеликанса из Лахтија, са којом је у сезони 2011/12. стигао до сребрне медаље националног плеј-офа. По истеку уговора са Пеликансима прелази у редове екипе Есета, са којом је почетни једносезонски уговор продужио на још три године, у јулу 2013. године.
Са екипом Есета је у сезони 2012/13. освојио титулу националног првака Финске.

### Репрезентативна каријера
У националном дресу дебитовао је за репрезентацију до 20 година, на светском првенству 2002. на којем је селекција Финске освојила бронзану медаљу.
Био је део сениорске репрезентације Финске која је освојила сребрну медаљу на Светском првенству 2014. у Минску. На том турниру Мартинен је одиграо свих 10 утакмица.